# Aptesis grandis
Aptesis grandis är en stekelart som beskrevs av Mao-Ling Sheng 1998. Aptesis grandis ingår i släktet Aptesis och familjen brokparasitsteklar. Inga underarter finns listade.